# Parksville (South Carolina)
Parksville ist eine Gemeinde (Town) im McCormick County in South Carolina, Vereinigte Staaten. Das U.S. Census Bureau hat bei der Volkszählung 2020 eine Einwohnerzahl von 120 ermittelt.

## Geographie
Die Stadt liegt östlich des zum Clark Hill Lake aufgestauten Savannah River. U.S. Highway 221/South Carolina State Route 28 führen durch den Ort und bilden die Hauptstraße.
Nach den Angaben des United States Census Bureaus hat der Ort eine Fläche von 1,7 km², wobei es keine nennenswerten Gewässerflächen gibt.

## National Register of Historic Places
Östlich des Stadtgebietes liegt Price’s Mill, die 1972 in das National Register of Historic Places eingetragen wurde.